# 捷克克鲁姆洛夫城堡

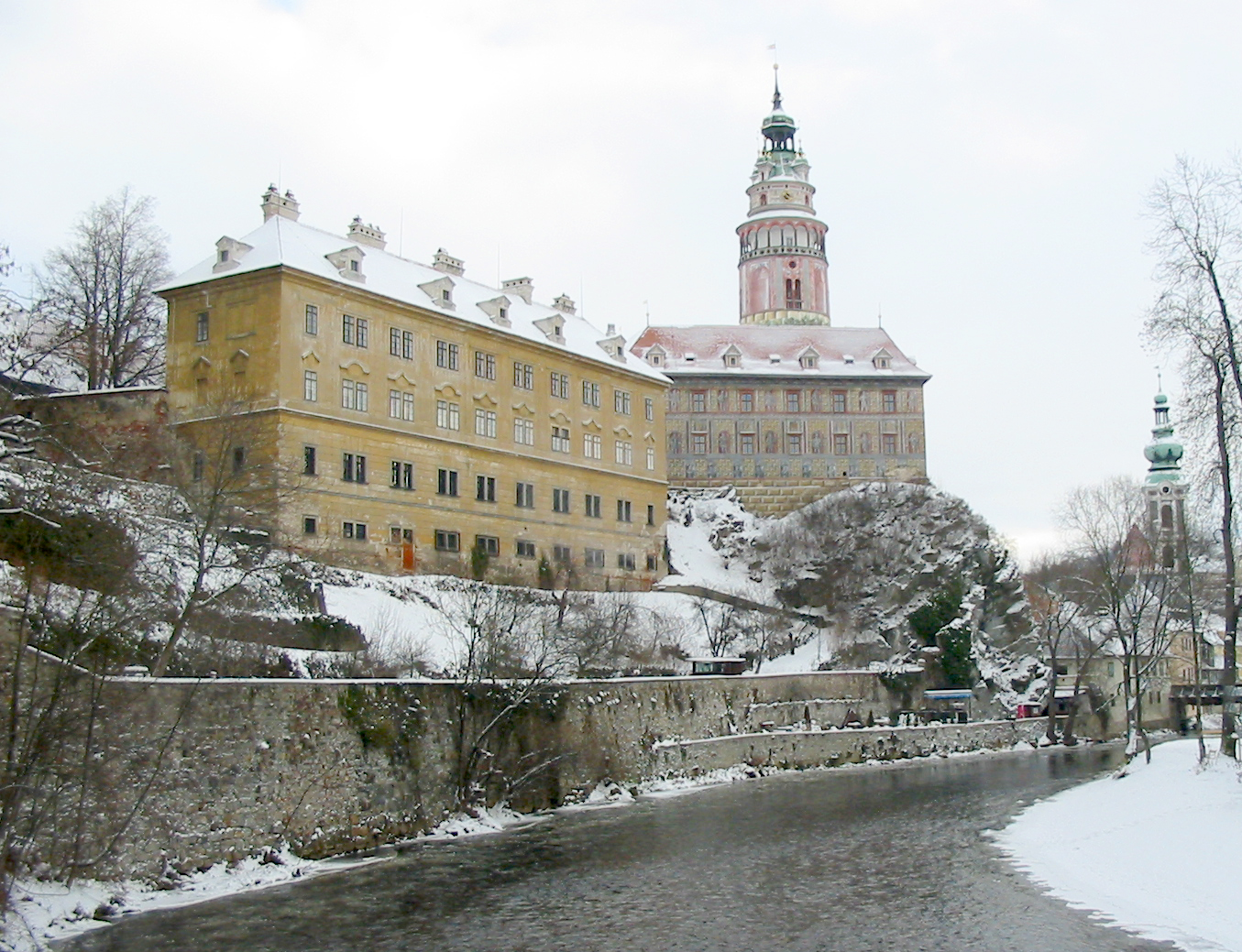
捷克克鲁姆洛夫城堡

捷克克鲁姆洛夫城堡（「捷克」又直譯為「切斯基」），是捷克共和国的一座中世纪城堡，位于同名城市捷克克鲁姆洛夫，兴建于1240年。 
該城堡周邊整个地区在1989年獲捷克政府公告為国家文化古迹，1992年被联合国教科文组织列为世界遗产。